# Holmtjärnen (Ragunda socken, Jämtland)
Holmtjärnen är en sjö i Ragunda kommun i Jämtland och ingår i Indalsälvens huvudavrinningsområde.